# Roodhalsreiger
De roodhalsreiger (Egretta rufescens) is een vogel uit de familie der reigers (Ardeidae).

## Kenmerken
De roodhalsreiger bereikt een lengte van zo'n 70 cm en een spanwijdte van 116 tot 125 cm. Hij weegt tussen de 364 en 870 gram. Er zijn twee kleurvariaties. De leigrijze variatie met een roodachtige kop en nek en de volledig witte variatie. In beide variaties zijn de poten zwart en de snavel roze met een zwarte punt.

## Voeding
De roodhalsreiger leeft van vis, kikkers, schaaldieren en insecten waar hij op jaagt op zijn kenmerkende manier waarbij hij zijn vleugels uitspreidt om een schaduw te werpen over het wateroppervlak.

## Habitat en verspreiding
De vogel komt voor in Centraal-Amerika, de Bahama's, de Caraïben, de staten van de Verenigde Staten aan de Golf van Mexico en Mexico in tropische moerassen en telt twee ondersoorten:
- E. r. rufescens: de zuidelijke Verenigde Staten, West-Indië en Mexico.
- E. r. dickeyi: Baja California.

## Status
De grootte van de populatie is in 2020 geschat op 5.000-10.000 volwassen vogels. Op de Rode lijst van de IUCN heeft deze soort de status gevoelig.

## Afbeeldingen

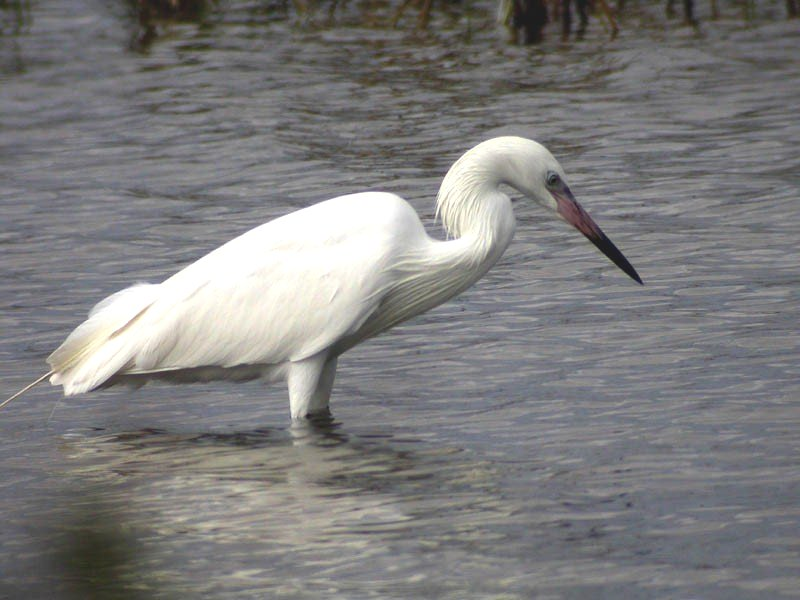
Witte roodhalsreiger
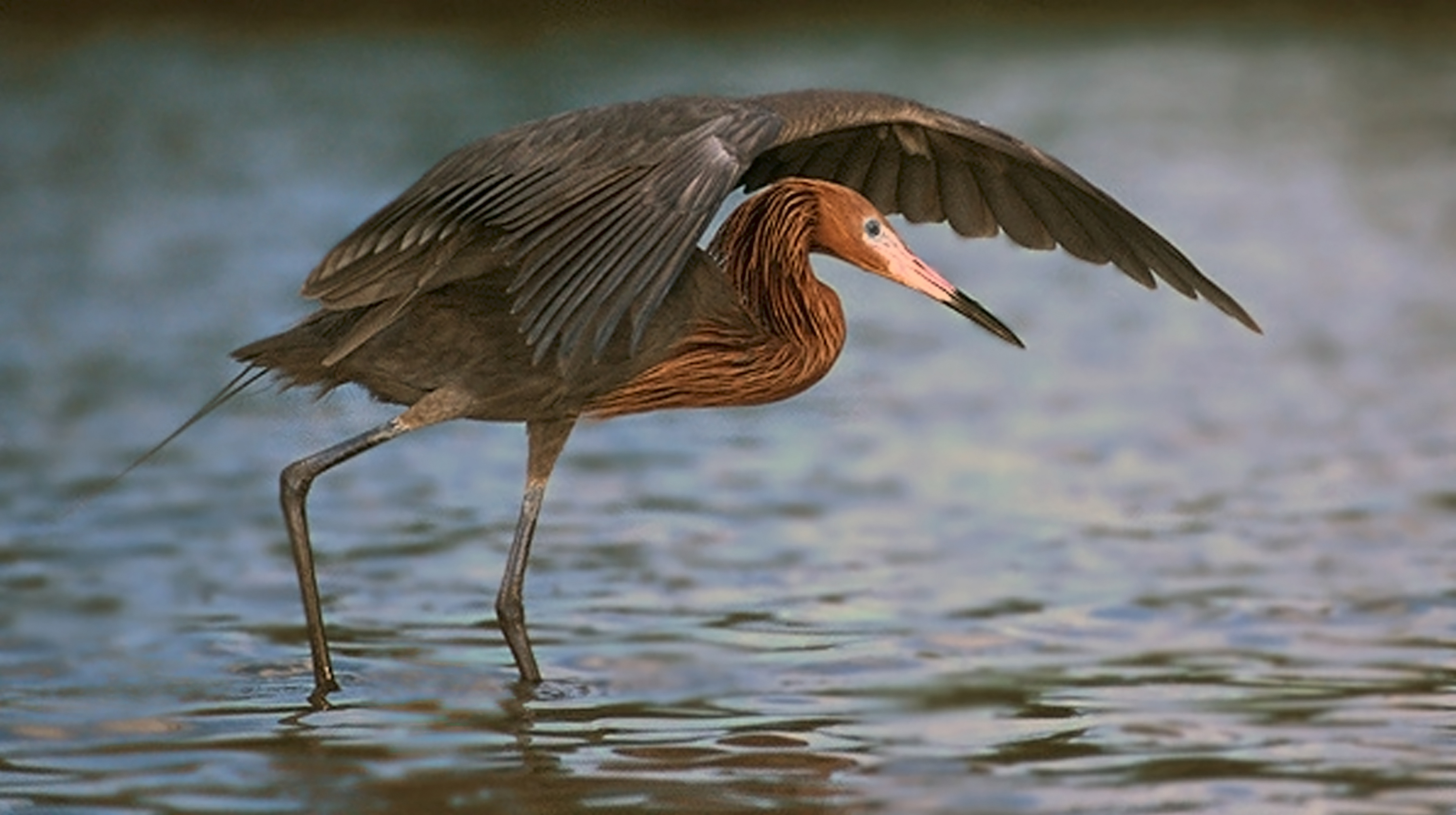
Foeragerend met gespreide vleugels